# Lernspirale
Eine Lernspirale (auch Trainingsspirale genannt) ist ein von Heinz Klippert formulierter Begriff für eine von der Schulform unabhängige Unterrichtsmethode, die im Wesentlichen beim eigenverantwortlichen Unterricht, beim selbstbestimmten Lernen und beim selbstorganisiertem Lernen anzusiedeln ist. Lernspiralen lassen sich zu verschiedenen Fächern erstellen.

## Ziel
Lernspiralen zielen auf eine individuelle Förderung jedes einzelnen Schülers ab und sollen gleichzeitig zu einer Lehrerentlastung führen. Durch eine umfassende Binnendifferenzierung soll ein individualisiertes Lernen ermöglicht werden, das zu einem aktiven Kompetenzerwerb seitens des Schülers führt. 

## Methode
Die grundlegende Idee der Stoffanordnung in Spiralen geht auf Jerome Bruner zurück. Nach dem Prinzip vom Großen zum Kleinen wird zwischen Makrospiralen und Mikrospiralen unterschieden. Diese werden jeweils mehrphasig durchlaufen und sollen dazu dienen, dass sich der Schüler unter verschiedenen Perspektiven in den Stoff hineinbohrt. Im Rahmen einer Makrospirale wird ein umfassendes, komplexes Thema in mehrere Arbeitsinseln zerlegt. Diese können wiederum in so genannte Mikrospiralen, das sind kleinere Teilaufgaben, als Art kleine Arbeitsinseln, untergliedert werden. 
Die Anforderungen einer Arbeitsinsel können sehr unterschiedlich sein. Ihre Bearbeitung wird von Lehrerseite mehr oder weniger stark reglementiert und unterstützt. Die jeweiligen Lernkorridore, welche die Schüler vorfinden und eigenverantwortlich zu lösen haben, reichen vom einfachen Bearbeiten eines Arbeitsblattes bis hin zur differenzierten Planung und Realisierung eines Lernplakats, einer Ausstellung oder eines sonstigen Projekts. Die Gestaltungsspielräume und Verantwortlichkeiten der Schüler sind also unterschiedlich ausgeprägt und sollen zum aktiv-produktiven Lernen anregen. 
Bei der Gestaltung der einzelnen Spiralen soll in der Regel eine Methodenvielfalt herrschen, wobei didaktisch-methodische Akzente seitens des Lehrers gesetzt werden können. Insbesondere soll das Modell der vollständigen Handlung beachtet werden.

## Arbeitsprozess des Schüler
Im Idealfall hält sich die Lehrkraft zurück und schaltet sich nur in Ausnahmefällen unterstützend ein. Kennzeichnend für die Arbeitsprozesse der Schüler ist das spiralförmige Arbeiten, das in der Regel in unterschiedlichen Sozialformen von der Einzel- über die Partner- und/oder Gruppenarbeit bis zur Präsentation und/oder Diskussion im Plenum reicht und jeweils durchlaufen wird. 